# Маргарита Попова
Маргарита Стефанова Попова е български филолог, юрист, министър и 4-ти вицепрезидент на България, от 22 януари 2012 до 22 януари 2017 г.
Тя е български и немски филолог, юрист, дългогодишен преподавател и висш прокурор, министър на правосъдието от 27 юли 2009 г. в първото правителство на Бойко Борисов. Четвърти вицепрезидент на Република България от 22 януари 2012. На 19 януари 2012 г. Попова и Росен Плевнелиев полагат клетва като вицепрезидент и президент на Република България пред Народното събрание.

## Биография

### Ранен живот
Маргарита Попова е родена във Велинград на 15 май 1956 г. Завършва немската езикова гимназия „Бертолт Брехт“ в Пазарджик през 1975 г. В СУ „Св. Климент Охридски“ през 1980 г. завършва първа специалност „Българска филология“ и втора специалност „Немска филология“, а през 1989 г. – „Право“ отново в СУ. Специализира в областта на правото във Вашингон (САЩ), Германия, Унгария, Нидерландия, Австрия и др.

### Професионална кариера
Трудовата си кариера започва през 1981 г. като коректор във „Военно издателство“. Кариерата ѝ на прокурор започва през 1990 г. като младши прокурор на Пирдоп. През 1991 г. става районен прокурор на Своге.
От 1996 до 2006 г. е административен ръководител и окръжен прокурор на Софийската окръжна прокуратура. Тогавашният главен прокурор Никола Филчев я отстранява от поста окръжен прокурор, тъй като е сред основните му критици в продължение на години.
От 2001 до 2004 г. е хоноруван преподавател в Академията на МВР, където обучава дознатели по „Наказателен процес“. През 2005 г. става постоянен преподавател в Националния институт на правосъдието, където обучава младши прокурори, постъпили в държавното обвинение.
В съобщение на прокуратурата от 21 септември 2006 г. се казва, че със заповед на главния прокурор Борис Велчев тя е определена да изпълнява функциите на говорител на главния прокурор, като се допълва, че към онзи момент тя е прокурор в Окръжната прокуратура, София, командирован във Върховната касационна прокуратура.
От 21 февруари 2007 до 27 юли 2009 г. оглавява отдел „Противодействие на престъпленията против финансовата система на ЕС“ във Върховната касационна прокуратура, който разследва финансови измами със средства от еврофондовете.
От 23 януари 2017 г. е заместник-председател и главен секретар на Българската стопанска камара. 

### Политическа кариера
Министър на правосъдието е от 27 юли 2009 г. в правителството на Бойко Борисов. На 4 септември 2011 г. е представена като кандидат за вицепрезидент на ГЕРБ. На първия тур на изборите за двойката Росен Плевнелиев – Маргарита Попова гласуват 40,11% от гласувалите избиратели.
| \| Кандидат-президент \| Кандидат-вицепрезидент \| Издигнати от \| Гласове I тур \| % I тур \| Гласове II тур \| % II тур \| \| ----------------------- \| ---------------------------- \| ------------------------------------------- \| ------------- \| --------- \| -------------- \| --------- \| \| Меглена Кунева \| Любомир Христов \| инициативен комитет \| 470 808 \| 14,00% \| \| \| \| Ивайло Калфин \| Стефан Данаилов \| Българска социалистическа партия \| 974 300 \| 28,96% \| 1 531 193 \| 47,42% \| \| Волен Сидеров \| Павел Шопов \| Атака \| 122 466 \| 3,64% \| \| \| \| Стефан Солаков \| Галина Василева \| Национален фронт за спасение на България \| 84 205 \| 2,50% \| \| \| \| Росен Плевнелиев \| Маргарита Попова \| Граждани за европейско развитие на България \| 1 349 380 \| 40,11% \| 1 698 136 \| 52,58% \| \| Румен Христов \| Емануил Йорданов \| Съюз на демократичните сили \| 65 761 \| 1,95% \| \| \| \| Атанас Семов \| Поля Станчева \| Ред, законност и справедливост \| 61 797 \| 1,84% \| \| \| \| Светослав Витков \| Венцислав Мицов \| инициативен комитет \| 54 125 \| 1,61% \| \| \| \| Сали Ибрям \| Валентина Гоцева \| Национално движение „Единство“ \| 41 837 \| 1,24% \| \| \| \| Красимир Каракачанов \| Даниела Симидчиева-Димитрова \| ВМРО - Българско национално движение \| 33 236 \| 0,99% \| \| \| \| Общо: \| Общо: \| Общо: \| 3 593 751 \| 3 593 751 \| 3 334 169 \| 3 334 169 \| \| десница и център левица \| \| \| \| \| \| \| |                              |                                             |               |           |                |           |
| Кандидат-президент | Кандидат-вицепрезидент       | Издигнати от                                | Гласове I тур | % I тур   | Гласове II тур | % II тур  |
| Меглена Кунева | Любомир Христов              | инициативен комитет                         | 470 808       | 14,00%    |                |           |
| Ивайло Калфин | Стефан Данаилов              | Българска социалистическа партия            | 974 300       | 28,96%    | 1 531 193      | 47,42%    |
| Волен Сидеров | Павел Шопов                  | Атака                                       | 122 466       | 3,64%     |                |           |
| Стефан Солаков | Галина Василева              | Национален фронт за спасение на България    | 84 205        | 2,50%     |                |           |
| Росен Плевнелиев | Маргарита Попова             | Граждани за европейско развитие на България | 1 349 380     | 40,11%    | 1 698 136      | 52,58%    |
| Румен Христов | Емануил Йорданов             | Съюз на демократичните сили                 | 65 761        | 1,95%     |                |           |
| Атанас Семов | Поля Станчева                | Ред, законност и справедливост              | 61 797        | 1,84%     |                |           |
| Светослав Витков | Венцислав Мицов              | инициативен комитет                         | 54 125        | 1,61%     |                |           |
| Сали Ибрям | Валентина Гоцева             | Национално движение „Единство“              | 41 837        | 1,24%     |                |           |
| Красимир Каракачанов | Даниела Симидчиева-Димитрова | ВМРО - Българско национално движение        | 33 236        | 0,99%     |                |           |
| Общо: | Общо:                        | Общо:                                       | 3 593 751     | 3 593 751 | 3 334 169      | 3 334 169 |
| десница и център левица |                              |                                             |               |           |                |           |

На втория тур на изборите, на 30 октомври 2011 г., за Плевнелиев и Попова гласуват 52,58% от гласувалите избиратели. Встъпва в длъжност на 22 януари 2012 г.